# 일본국 헌법 제65조
일본국 헌법 제65조(일본어: 日本国憲法第65条)은 일본국 헌법 제5장 "내각"의 조문 중 하나이다. 내각과 행정권의 귀속에 대해 규정하고 있다.

## 조문
일본국 헌법 제65조
행정권은 내각에 속한다.

## 해설
내각이 일본의 중앙 행정권을 가진다는 것을 규정하고 있다.